# 宇都宮興綱
宇都宮 興綱（うつのみや おきつな）は、日本の戦国時代の武将で、下野の宇都宮氏第19代当主。

## 生涯

### 出自
宇都宮興綱の出自については、大きく三つの説に分かれる。
従来の説では、第16代当主宇都宮正綱の子で俊綱（尚綱）の父、享年61とされている（宇都宮正綱次男説）。下野国誌を始めとして、数多くの文献や古典は、これを通説として書かれている。
しかし、一方で宇都宮氏の系譜には忠綱・俊綱（尚綱）・興綱を兄弟とするものも存在している。この宇都宮成綱三男説を裏付けるものとして1524年に古河公方足利高基から上総武田氏一族の長南三河守に充てた書状に「宇都宮事、名代若輩故、しかゞゝ共無之様候之間」と記され、当時の当主であった忠綱に代わって“若輩の名代（当主代行）”が擁立されたことが判明する。忠綱が当主を追放されて以降、興綱以外の人物が擁立された事実を示す史料もないことから、当時の興綱が少年であったことを示している。また、最初は芳賀氏の養子となって同氏を継いでいたと言われているが、これについても否定的な説もある。
但し、興綱については忠綱の子であるとする説（宇都宮忠綱子息説）もあり、それを裏付ける文献もいくつか存在している。宇都宮成綱次男説あるいは宇都宮忠綱子息説の場合の興綱の享年は23である。
日光輪王寺の常行堂大過去帳には、興綱の享年が61と記されており、これに基づいて法要が行われていた事、さらに那須記等においても興綱を成綱の弟と明記している事、秋田塩谷系譜では孝綱を四男と明記している事など、通説通り興綱を正綱の子とする証拠が多々あり、これら事情から宇都宮正綱次男説が未だ有力とされているが、興綱については、正綱、成綱、忠綱の誰の子とするかは、いずれも決定的な確証がなく未だに議論が絶えないのが実状である。

### 事績
1523年、結城政朝が猿山合戦で宇都宮忠綱を破って宇都宮城から放逐した際に、忠綱の圧政に不満を抱いた芳賀高経ら反忠綱派の家臣と図って擁立された（大永の内訌）。だが、興綱が成人して独自の行動を取るようになると芳賀高経、壬生綱房と対立するようになり、やがてその争いに敗れた興綱は隠居を余儀なくされ、その後に自害した。